# Марк Т. Ванде Хај
Марк Томас Ванде Хај (енгл. Mark Thomas Vande Hei, IPA: ; рођен 10. новембра 1966) амерички је астронаут.
Рођен је у Фолс Черчу у савезној држави Вирџинија. Матурирао је 1985. у средњој школи у Сент Луис Парку у Минесоти. Године 1989. дипломирао је физику на Универзитету Сент Џон, а мастер из примењене физике стекао је 1999. на универзитету Станфорд. Након стицања звања мастера, постао је доцент на колегијуму физике на Војној академији Вест Појнт. Од 1989. служио је као минер у Оружаним снагама САД. Учествовао је у рату у Ираку.
Први пут ће полетети 12. септембра 2017. године летелицом Сојуз МС-06 и боравиће на МСС као члан Експедиција 53/54 у трајању од око шест месеци.